# Ngân hàng dự trữ liên bang Boston

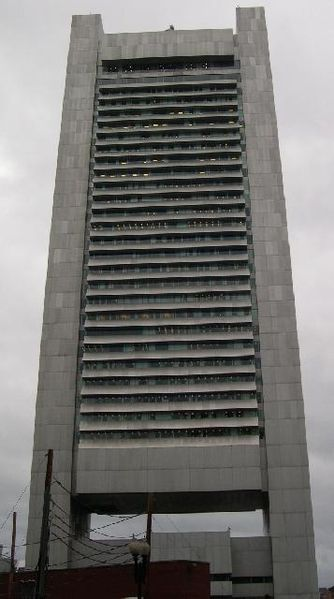
Trụ sở ngân hàng Fed Boston

Ngân hàng dự trữ liên bang Boston, là một trong 12 ngân hàng khu vực của Cục dự trữ liên bang Hoa Kỳ, chịu trách nhiệm khu vực số 1 gồm tiểu bang Connecticut (trừ hạt Fairfield), Massachusetts, Maine, New Hampshire, Rhode Island và Vermont. Chủ tịch hiện nay là Cathy E. Minehan.
Trụ sở ngân hàng đặt tại số 600 Đại lộ Attlantic, thành phố Boston. Đây là tòa nhà 33 tầng cao 184 m (604 feet) được "treo" giữa hai tháp, thiết kế bởi hãng Hugh Stubbins & Associates. Tòa nhà này còn có trụ sở cảnh sát vùng New England.
Ngân hàng có một văn phòng ở Windsor Locks, Connecticut tiến hành thanh toán séc.